# 贝尔格莱德爱乐乐团
贝尔格莱德爱乐乐团（英語：Belgrade Philharmonic Orchestra）是一個總部設在贝尔格莱德的塞尔维亚管弦樂團，该乐团常驻于贝尔格莱德爱乐厅以及伊利亚·M·克拉拉克基金会大厅，贝尔格莱德爱乐乐团被认为是该国最优秀的管弦乐团之一。

## 历史
与大多数欧洲国家和城市不同，塞尔维亚在建立一支优秀的管弦乐团方面的起步较晚。贝尔格莱德爱乐乐团成立于1923年，该乐团的创始人、首任音乐总监以及首席指挥家斯特凡·赫里斯蒂奇是塞尔维亚历史上最为重要的作曲家和指挥家之一。贝尔格莱德爱乐乐团的开幕音乐会于1923年4月28日在赫里斯蒂奇的指挥下进行。
随着高雅音乐在塞尔维亚的受欢迎程度稳步提高、多年来不断扩大的曲目设置以及该国逐渐提高的音乐表演水平，对于高雅音乐的追求在20世纪60年代达到顶峰。贝尔格莱德爱乐乐团在20世纪60年代至70年代发展迅速，被国际专家评列为欧洲最佳乐团中的第五位，当时的乐团由塞尔维亚指挥家伊沃金·兹德拉夫科维奇所领导。
由于突如其来的南斯拉夫内战，贝尔格莱德爱乐乐团在一段时间内被禁止在国际舞台上演出，因而导致许多音乐家离开了该乐团。由于没有足够的经费支持，该乐团在接下来的时间内很少进行演出。然而，随着塞尔维亚政治局势的变化，该国重新被国际社会所接纳，而贝尔格莱德爱乐乐团也重新回到国际大众的视野中。
2000年以后，贝尔格莱德爱乐乐团恢复了以前的活力。该乐团首先访问了斯洛文尼亚、奥地利、意大利和瑞典。许多的年轻音乐家在塞尔维亚境外的音乐学院接受音乐教育，归国后则供职于该乐团，平均年龄仅有28岁的演奏家为贝尔格莱德爱乐乐团注入了年轻的新形象。2001年至2013年，塞尔维亚钢琴家伊万·塔索瓦克担任该乐团的音乐总监，他于2013年成为该国的文化资讯部部长。从2010年到2015年，德国籍华裔指挥家汤沐海担任贝尔格莱德爱乐乐团的首席指挥。
2004年，该乐团对其在贝尔格莱德的演出大厅进行了重建，以满足乐团的新需求。大厅共设置有201个座位。根据传统，大多数音乐会在科拉拉克捐赠基金会的大厅举行，而该演出大厅则用于特殊活动。贝尔格莱德爱乐乐团基金会成立于2004年，旨在通过赞助和合作的方式改善乐团内部的财务状况。基金会的运作得以让整个乐团于2005年更新了乐器。

## 现状
目前贝尔格莱德爱乐乐团会在演出季内举办多场音乐会，该乐团的演出季一般从十月份开始，到下一年的六月份结束。贝尔格莱德爱乐乐团在萨瓦艺术中心（Sava Centar）举行的新年音乐会非常受欢迎，而该乐团的新年音乐会通常会由一位特邀的客座嘉宾进行指挥。现任贝尔格莱德爱乐乐团首席指挥为德国指挥家加布里埃尔·费尔茨。
贝尔格莱德爱乐厅位于贝尔格莱德市中心。因此，许多其他管弦乐团的音乐会也都在这里举行。除了进行贝尔格莱德爱乐乐团的日常排练外，贝尔格莱德爱乐厅还举办独奏、室内乐和其他管弦音乐的演出，同时也做演讲、庆祝和展览的使用。